# Lubieszcze
Lubieszcze – wieś w Polsce położona w województwie podlaskim, w powiecie bielskim, w gminie Brańsk.
W latach 1954–1959 wieś należała i była siedzibą władz gromady Lubieszcze, po jej zniesieniu w gromadzie Rudka. W latach 1975–1998 miejscowość administracyjnie należała do województwa białostockiego.
Wierni kościoła rzymskokatolickiego należą do parafii Trójcy Przenajświętszej w Rudce.